# Ghislain Bagnon
Ghislain Bagnon est un footballeur franco-ivoirien né le 24 décembre 1978 à Kokouezo en Côte d'Ivoire. Il est défenseur et joue au poste de latéral droit.

## Biographie
Formé à Cannes, il dispute 60 matchs en D2. En 2001-2002, il évolue en National mais quitte finalement le club et rejoint Tournai en D2 Belge. 
Il y reste une saison puis rentre en France à Viry-Châtillon. Disputant seulement 4 matchs il est transféré à Marmande qui est relégué en CFA 2 à l'issue de la saison. 
Il s'engage alors avec Louhans-Cuiseaux qui termine premier du groupe B de CFA. 

## Carrière
- 1993-2002 :  AS Cannes[1]
- 2002-2003 :  RFC Tournai[2]
- 2003 :  Entente Sportive Viry-Châtillon[3]
- 2003-2004 :  Marmande[4]
- 2004-2005 :  CS Louhans-Cuiseaux[5]
- 2006-.... :  AS Cozes

## Palmarès
- Vainqueur du Championnat d'Europe de football des moins de 19 ans 1997.
- Champion de CFA (Groupe B) lors de la saison 2004-2005.